# SPQO
SPQO is het motto van de Tsjechische stad Olomouc. Het is een afkorting van de Latijnse term Senatus Populusque Olomouci, "Senaat en Volk van Olomouc". Dit is een zinspeling op het motto van het Romeinse Rijk: SPQR, Senatus Populusque Romanus ("Senaat en Volk van Rome").

Vlag van de regio Olomouc

Olomouc bevindt zich volgens een legende op de plaats waar het Romeinse Rijk een fort bouwde, dat Mons Julii zou hebben geheten. Deze naam zou langzaam geëvolueerd zijn naar Olomouc. Hoewel dit slechts een legende is, heeft archeologisch onderzoek ter plaatse geleid tot de vondst van een Romeins kamp uit de tijd van de strijd tegen de Marcomannen. Het gebruik van het motto SPQO verwijst naar deze legende.
De afkorting komt voor in het wapen en de vlag van de stad (hier rechts afgebeeld), waar de gouden letters SPQO de rood-wit geblokte adelaar van Moravië omringen. Ook in de vlag van de regio Olomouc is de afkorting opgenomen.